# Hubertus Becker (Autor)

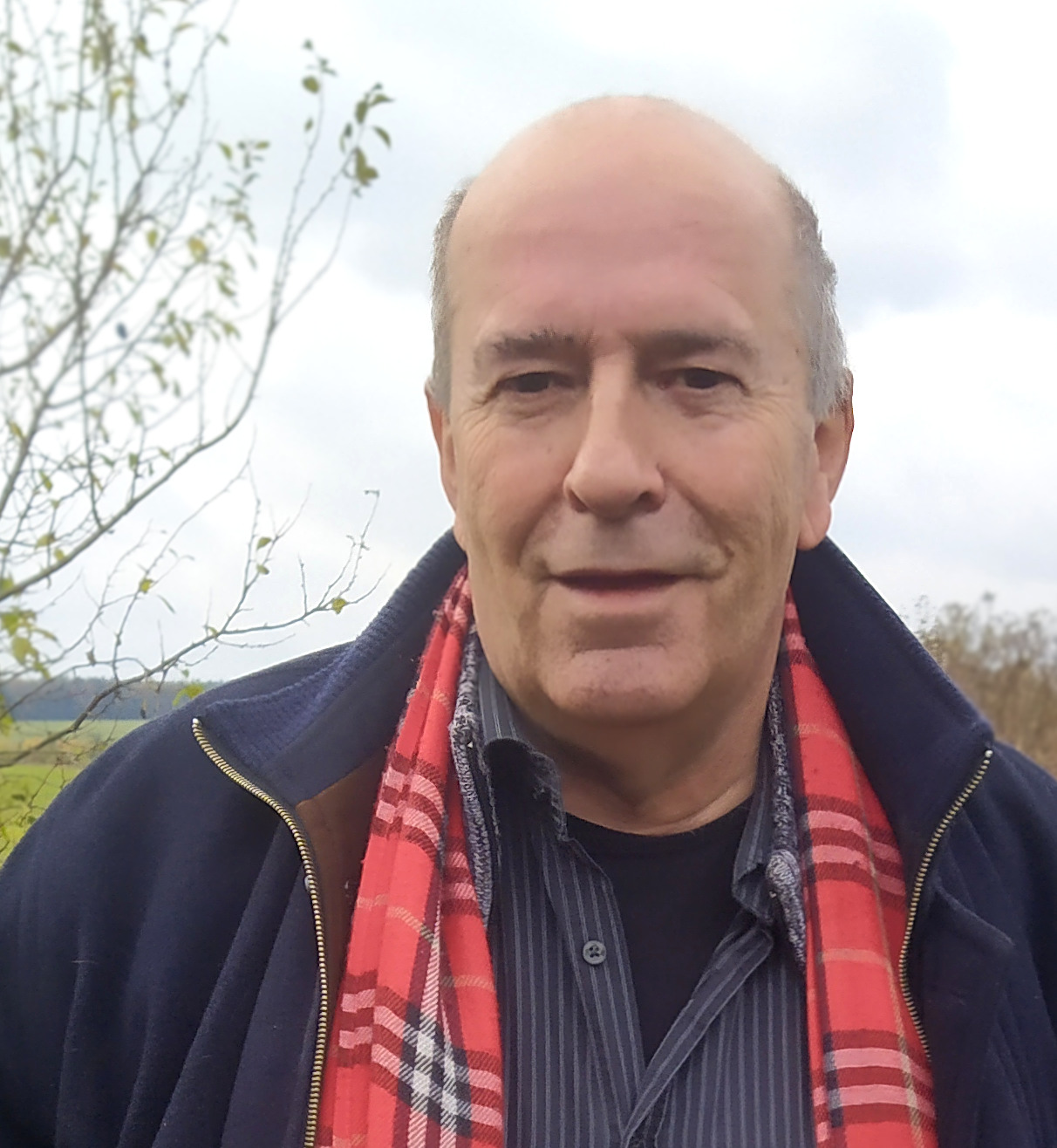
Hubertus Becker, 2020

Hubertus Becker (* 31. Mai 1951 in Grevenbroich) ist ein deutscher Autor und verurteilter Drogenschmuggler, Geldwäscher und Hehler.

## Leben
Becker wurde am 31. Mai 1951 als ältester von drei Brüdern in Grevenbroich geboren. Seine Familie zog 1953 nach Sabershausen im Hunsrück, wo der aus dem dortigen Simmern stammende Vater eine Stellung als Forstbeamter antrat.
Von 1961 bis 1969 lebte Becker im Alumnat St. Michael in Boppard am Rhein, wo er das Kant-Gymnasium besuchte. Nach dem Abitur leistete er seinen Wehrdienst ab. Anschließend verzichtete er auf das geplante Studium in Stuttgart und schloss sich stattdessen einer Münchener Drogenschmugglerbande an.
Seine internationalen kriminellen Aktivitäten leitete er von Ibiza aus, wo er von 1975 bis 1980 lebte. Hierbei bereiste er Amerika und Asien und war 1977 an einem großen Haschisch-Schmuggel beteiligt, der aufgrund der Mitwirkung der Opel-Erbin Marie Christine von Opel unter dem Begriff „Opel-Affäre“ durch die Presse ging. Hierfür verurteilt wurde Becker aber erst fünf Jahre später.
Von 1980 bis 1982 lebte er auf Bali in Indonesien. Nach Gefängnisaufenthalten in Marokko und Spanien wurde Becker 1982 schließlich in München verhaftet und als erster Drogenhändler in Deutschland zur Höchststrafe von 15 Jahren verurteilt, auch weil er gemeinsam mit einer chinesischen Triade Heroin von China in die USA geschmuggelt hatte. Hier griff bereits die am 1. Januar 1982 neu in Kraft getretene Verschärfung des Betäubungsmittelgesetzes.
Nach seiner vorzeitigen Haftentlassung 1992 ging Becker für vier Jahre nach China, wo er in Macau die Handelsgesellschaft Mira Far East gründete, die (legal) Möbel und Haushaltswaren nach Deutschland exportierte.
Während eines Deutschlandaufenthalts im Jahr 1995 nahm Becker das Angebot seines ehemaligen Mithäftlings Dieter Zlof an, der 20 Jahre zuvor den Industriellensohn Richard Oetker entführt hatte, ihm bei der Geldwäsche des erpressten Lösegelds von 21 Millionen D-Mark behilflich zu sein. 
Zlof hatte das Lösegeld aus einem feuchten Erdversteck nahe dem oberbayrischen Aying geholt und mitgebracht. Gemeinsam mit Becker versuchte er das teilweise unbrauchbare Geld in Beckers Elternhaus in Dorweiler zu trocknen. Bei etwa sechs Millionen DM gelang dies aufgrund starker Beschädigungen durch Fäulnis und Schädlingsbefall nicht; laut Aussage Beckers wurde dieses Geld im Kamin verbrannt. Das restliche Geld verstauten sie zum Schutz vor erneuter Beschädigung in 100.000er-Bündeln in Tupperdosen und versteckten es in einem betonierten und mit einer Eisentüre verschlossenen Keller unter einer Holzhütte im Lützbachtal. 
Am 20. Dezember 1995 reisten Zlof und Becker mit einer Million DM nach London, um diese bei einem Geldhändler in sauberes Geld umzutauschen, was jedoch wegen Unstimmigkeiten mit dem Händler nicht klappte. Die Million kam wieder zum restlichen Geld im Lützbachtal. Am 11. Januar 1996 wurde Becker verhaftet und noch am selben Tag das Elternhaus in Dorweiler durchsucht. Im Beisein des Staatsanwalts und von Beamten des Bayerischen Landeskriminalamts gab Becker am 16. Januar 1996 zu, an der Geldwäscheaktion mit Zlof beteiligt gewesen zu sein, und gab nach einigem Zögern das Geldversteck preis. Als Beamte den Keller im Lützbachtal durchsuchten, fanden sie ihn leer vor, da Zlof das Geld inzwischen beiseite geschafft hatte.
Im Mai 1997 versuchte Zlof erneut in London einen größeren Teil des Lösegeldes umzutauschen. Dabei wurde er verhaftet und rund 12,4 Mio. DM des Lösegelds, das er bei sich hatte, konnten von Scotland Yard sichergestellt werden. Aufgrund der anderen Rechtslage in England wurde er wegen versuchter Geldwäsche und vollendeten Betrugs zu einer weiteren Haftstrafe von zwei Jahren verurteilt, von der er ein Jahr verbüßen musste und dann nach Deutschland abgeschoben wurde.
Becker wurde zu sechs Jahren Haft verurteilt, die er größtenteils in der Justizvollzugsanstalt Diez (Rheinland-Pfalz) verbüßte.

## Arbeit als Schriftsteller
Während seiner Zeit im Gefängnis begann Becker mit dem Schreiben literarischer Texte und gehörte 1989 zusammen mit dem ehemaligen Einbrecher und Tatort-Drehbuchschreiber Peter Zingler und dem Serienmörder Jack Unterweger zu den Preisträgern des 1988 erstmals ausgeschriebenen Ingeborg-Drewitz-Literaturpreis für Gefangene. 1999 erhielt er zum zweiten Mal den Ingeborg-Drewitz-Literaturpreis, überreicht durch Martin Walser, der ihn in seinem schriftstellerischen Tun bestärkte. Seit 2002 gehört Becker der Jury dieses Preises an, der von Helmut H. Koch der Universität Münster seinerzeit ins Leben gerufen worden war. Koch hielt Becker 2013 für den exponiertesten Vertreter der Randgruppenliteratur.
Seit seiner Haftentlassung im Jahr 2005 ist Becker weiterhin als Schriftsteller tätig und publizierte mehrere Bücher. Seine literarischen Vorbilder sind Jean Genet, Jack Kerouac und Jörg Fauser. Becker war zweimal verheiratet und wurde Vater von drei Kindern. Er lebt und arbeitet heute in Görlitz.
2021 stand Hubertus Becker für das True-Crime-Format Jenke. Crime. auf ProSieben als Protagonist zur Verfügung und berichtet dort ausführlich über seine kriminelle Vergangenheit und seinen Sinneswandel nach einer langen Haftstrafe.

## Werke
- Ritual Knast, Sachbuch, 2008, Forum Verlag Leipzig
- Das Blaue vom Hunsrück, Biografie, Rhein-Mosel-Verlag, Zell 2015
- Zappenduster, Ganovengeschichten (Hrsg.), Rhein-Mosel-Verlag, Zell 2017
- Globale Nomaden Süden: Drogenschmuggel übers Mittelmeer, True-Crime-Roman, (Band 1) Rhein-Mosel-Verlag, Zell 4/2020
- Globale Nomaden Westen: Aufbruch zu neuen Ufern (Band 2), Rhein-Mosel-Verlag, Zell 2020
- Globale Nomaden Osten: Heikle Geschäfte in Asien (Band 3), Rhein-Mosel-Verlag, Zell 2021
- Globale Nomaden Norden: Am Ende steht Verrat (Band 4), Rhein-Mosel-Verlag, Zell 2021
- Wer Erschossen wird, ist selber Schuld!, Rhein-Mosel-Verlag, Zell 2022
- Routinekontrolle, Rhein-Mosel-Verlag, Zell 2023
- Weitere Veröffentlichungen in diversen Anthologien